# Mrzlo Polje Žumberačko
Mrzlo Polje Žumberačko je naseljeno mjesto u Republici Hrvatskoj u Zagrebačkoj županiji. 
Nalazi se na istoimenom krškom polju u središnjem dijelu Žumberačke gore

## Položaj
Administrativno je u sastavu općine Žumberak .Smješteno je nedaleko od državne ceste D505. Naselje se proteže na površini od 2,55 km². 
Mrzlo Polje je smješteno na rubu Mrzlog polja, krškog polja koje je okruženo brdima sa svih strana. S okolnih brda kroz selo protjeću 3 potočića. Na rubu polja se nalazi i ponor-Znetva u koji utječu ti potočići.

## Zaselci
Samo selo je sastavljeno od blisko povezanih zaselaka
Od istoka prema zapadu: Prcvagi, Stanići, Zgrabovi, Miličini, Milački i Bubini.

## Galerija
- Mrzlo polje s juga (zapadni dio, Milački)
- Polje u jesen
- Pogled prema Stanićima i Zgrabovima
- Pogled na polje
- Crkva Sv. Petra i Pavla

## Stanovništvo
Prema popisu stanovništva iz 2001. godine u naselju Mrzlo Polje Žumberačko živi 50 stanovnika i to u 21 kućanstvu. Gustoća naseljenosti iznosi 19,61 st./km². Stanovnici sela su po vjerskoj opredijeljenosti većinom grkokatolici.
| broj stanovnika | 131   | 157   | 162   | 168   | 153   | 161   | 160   | 178   | 167   | 156   | 125   | 113   | 97    | 69    | 50    | 41    | 23    |
|                 | 1857. | 1869. | 1880. | 1890. | 1900. | 1910. | 1921. | 1931. | 1948. | 1953. | 1961. | 1971. | 1981. | 1991. | 2001. | 2011. | 2021. |

## Vjerske zajednice
- Župa Sv. Petra i Pavla u Mrzlom Polju Žumberačkom